# Martina Sáblíková
Martina Sáblíková (n. 27 mai 1987, Nové Město na Moravě, Vysočina, Cehia) este o ciclistă de performanță cehă, medaliată olimpică. A participat la 5 ediții ale Jocurilor Olimpice (2006, 2010, 2014, 2018, 2022) în care a câștigat 3 medalii de aur, o medalie de argint și două medalii de bronz.